# Kantabrija
Kantabrija (špa. Cantabria) je španjolska autonomna zajednica, koja obuhvaća područje istoimene provincije (tzv. jednoprovincijalna autonomna zajednica). Smještena je na krajnjem sjeveru Španjolska, graniči nas istoku s Baskijom (provincija Vizcaya), na jugu s Kastiljom i Leónom (provincije León, Palencia i Burgos), na zapadu s Asturijom, dok je na sjeveru oplakuje Atlantski ocean (leži na obali Biskajskog zaljeva). Grad Santander je glavni grad ove autonomne zajednice.

## Zemljopis
Kantabrija je regija koju obilježava planinski reljef te blizina mora. Rijeke su kratke i brze zahvaljujući planinskom reljefu. Površina ove regije iznos 5.321 km².

## Stanovništvo
Slijedom popisa iz 2003. godine Kantabrija ima 549.690 stanovnika, što ukupno predstavlja 1,29% cjelokupnog stanovništa Španjolske. Gustoća naseljenosti iznosi 103,31 stan./km². Očekivana životna dob je 75 godina za muškarce i 83 godine života za žene.
Glavnina stanovništva naseljena je u priobalnoj zoni, posebno u glavnom gradu Santanderu, koji ima 183.955 stanovnika (2005).

## Uprava
Statut autonomije Kantabrije usvojen je 11. siječnja 1982.
Parlament Kantabrije je predstavničko i najviše tijelo autonomije i stanovnika Kantabrije. Trenutno se sastoji od 39 zastupnika izabranih na temelju općeg i jednakog prava glasa na slobodnim izborima tajnim glasovanjem. Glavne funkcije Parlamenta su: vršenje zakonodavne vlasti, donošenje prorčuna, nadzirati Vladu te druge funkcije koje mu dodjeljuje španjolski Ustav, Statut, zakoni i drugi propisi.
Predsjednik autonomne zajednice predstavlja autonomnu zajednicu, brine se za normano funkcioniranje vlast u zajednici, te usmjerava i koordinira rad tijela zajednice. Predsjednika bira Parlament iz redova svojih članova, na temelju prethodnog dogovora političkih stranaka zastupljenih u njemu, a formalno ga imenuje španjolski kralj
Vlada Kantabrije vrši izvršnu vlast u Kantabriji. Vladu čine predsjednike autonomije, potpredsjednik i vijećnici koje imenuje predsjednik
Trenutno dužnost predsjednika autonomije vrši Miguel Ángel Revilla.
Službeni jezik autonomnoj zajednici je španjolski jezik. Zajednica ima svoju zastavu, grb i himnu.
Kantabrija se dijeli na 102 općine te u novije vrijeme i na okruge.

## Kultura i obrazovanje
Od prirodnih spomenika valja spomenuti spilje Altamira, El Soplao,  Valle, Pendo, Pasiega, las Monedas, park prirode Cabárceno, ekopark Trasmiera.
Kantabrija je bogata i arhitektonskim spomenicima. Neki od poznatijih muzeja su: Kantabrijski pomorski Muzej, Etnografski muzej Kantabrije, Muzej umjetnosti, Prapovijesni muzej, Muzej prirode u Carrejou i drugi.
U Kantabriji postoje tri sveučilišta: Sveučilište Kantabrije, Međunarodno sveučilište Menéndez Pelayo i Nacionalno sveučilište za učenje na daljinu.